# Jöns Utterbom
Jöns Utterbom, född 12 mars 1747 i Vimmerby, död 13 februari 1796 i Örberga socken, var en svensk präst i Örberga församling.

## Biografi
Jöns Utterbom föddes 12 mars 1747 i Vimmerby. Han var son till handlanden Lars Utterbom och Christina Bergman. Utterbom blev höstterminen 1767 student vid Lunds universitet och magister 1772. Han prästvigdes 24 maj 1770 och blev 6 april 1774 komminister i Skänninge församling. Utterbom blev 25 september 1793 kyrkoherde i Örberga församling och tillträdde 1794. Han avled 13 februari 1796 i Örberga socken.

### Familj
Utterbom gifte sig första gången 22 juni 1775 med Anna Dorothea Schenberg (1756–1796). Hon var dotter till rådmannen och handlaren Carl Schenberg och Dorothea Zettegast i Skänninge. De fick tillsammans barnen Carl Johan (född 1776), Dorothea (1779–1802), Anders född 1781). Utterbom skilde sig 1793 från henne och gifte om sig 3 maj 1794 med Elsa Sophia Sidenius (1753–1830). Hon var dotter till garvaren Olof Sidenius och Margareta Maria Wallman i Vadstena. Elsa Sophia Sidenius hade tidigare varit gift med kyrkoherden Petrus Kylander i Örberga socken.